# Станіслав Тондос

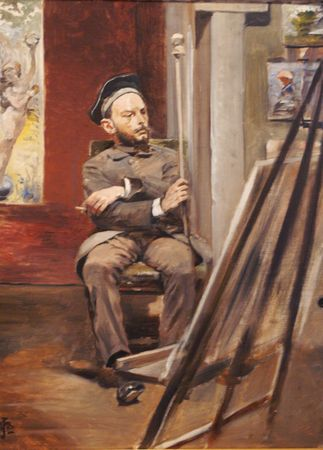
Яцек Мальчевський: Портрет Станіслава Тондоса

Станіслав Тондос (народився 10 березня 1854 у Кракові — помер 22 грудня 1917, Краків) — польський художник- пейзажист.

## Біографія
Станіслав Тондос після закінчення гімназії у 1869—1875 роках навчався в Школі образотворчого мистецтва під керівництвом Яна Матейки та Владислава Лущкевича, продовжив свою освіту у Відні та деякий час провів в Мюнхенській академії з Отто Зайцем. (Otto Seitz). Художник малював передусім акварелі із зображенням міських краєвидів, архітектурні ансамблі (ведути), використовував також олійну техніку та пастель. Найчастіше він зображував Краків, місто де він народився і провів найбільшу частину свого життя, малював також Варшаву, Познань і Львів, їздив малювати також у Венецію, Відень, Нюрнберг і Магдебург. Його роботи сьогодні мають велике документальне значення, оскільки ілюструють вигляд неіснуючих будівель і цілих архітектурних комплексів. Він любив малювати вулички, будинки, закоулки, перехрестя, церкви.
Станіслав Тондос вважав, що малюючи листівки та картки зображень різних міст він долучається таким чином до популяризації мистецтва, його роботу цінувало і успішно популяризувало видавництво «Салон польських художників». У 1886 році у співпраці з Юліушем Косаком видав графічне портфоліо під назвою Коштовності м. Краків , робота містить репродукції 24 акварелей. Трохи згодом разом із Войцехом Косаком видав ще одну серію акварелей: Костел Св. Марії в Кракові (1892), Вавельська скарбниця минулого, резиденція П'ястів і Ягеллонів (1910) і Краківські легіони (1915—1917). У Кракові його роботи були виставлені в Товаристві друзів образотворчого мистецтва, а у Варшаві в Товаристві Захенти Образотворчого мистецтва і в Салоні Кривульта. Він отримав золоті медалі на виставках поштових листівок у Варшаві та Парижі в 1900 році «за високе артистичне відтворення в акварельних проектах таких міст — Львів, Краків, Варшава», а також був художнім керівником журналу «Світ».
Кар'єра Станіслава Тондоса не була простою, під час навчання в школі мистецтв професор Як Станіславський вважав його художнім невігласом. Були і справді проблеми в його творчості, йому було важко зобразити людські постаті та лиця. Але він вправно вийшов з цієї ситуації і співпрацював з Войцехом Косаком, який допомагав йому і малював для нього силуети людей, коней, стафаж.
Однією з проблем і причиною до насмішок був маленький зріст і нервовий характер митця. Це послужило створенню смішних історій та анекдотів про художника.
Син художника Станіслав Міхал (1895—1978), був офіцером Польського Війська.

## Галерея

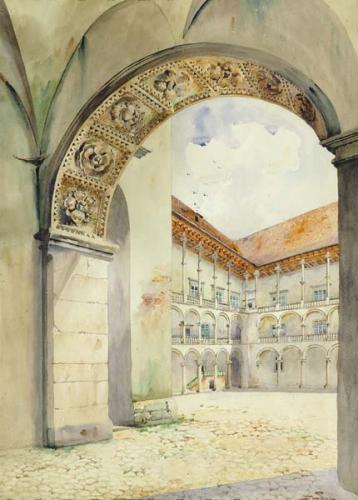
Вигляд  із  в'їзної брами до монастирів Вавельського замку
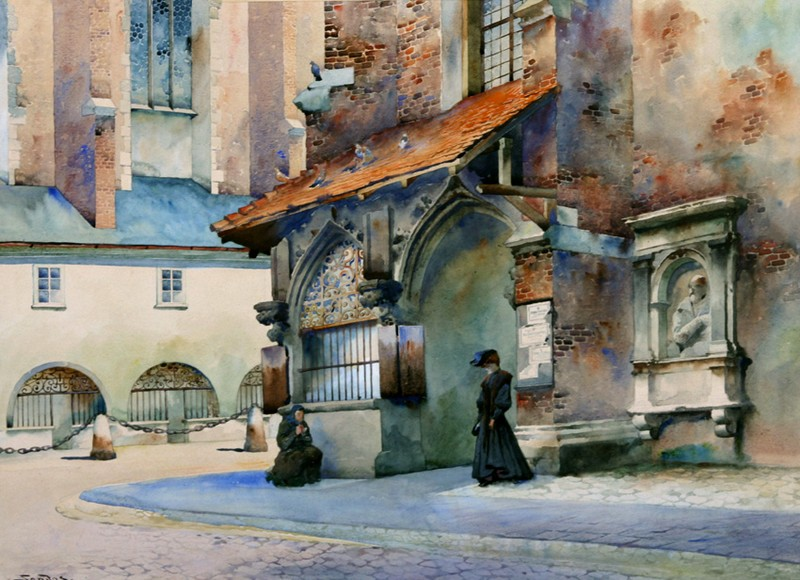
Фрагмент вигляду церкви св. Варвари з Гефсиманією
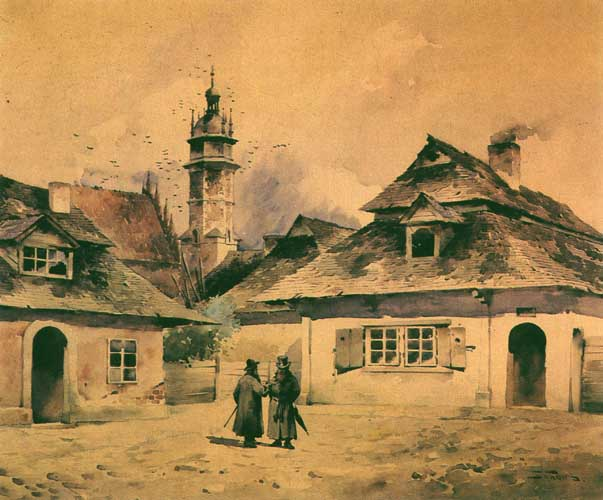
У Казімєжі в Кракові
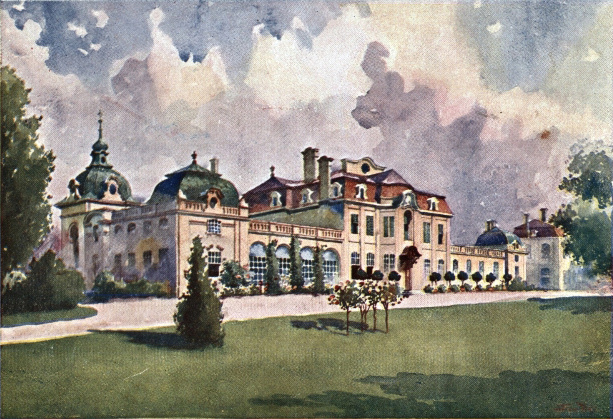
Акварель із зображенням палацу Гетц у Бжеську